# Baron Lucas
Baron Lucas ist ein erblicher britischer Adelstitel, der zweimal in der Peerage of England geschaffen wurde.

## Verleihungen
Erstmals wurde der Titel Baron Lucas, of Shenfield in the County of Essex am 3. Januar 1645 per Letters Patent an Sir John Lucas verliehen. Die Verleihung erfolgte mit dem besonderen Zusatz, dass der Titel in Ermangelung eigener männlicher Nachkommen auch an seinen Neffen Charles Lucas, den Sohn seines älteren Bruders Sir Thomas Lucas (1598–1649), und dessen männliche Nachkommen vererbbar sei. Charles folgte ihm 1671 als 2. Baron. Der Titel erlosch beim Tod des 3. Barons am 31. Januar 1705.
In zweiter Verleihung wurde der Titel Baron Lucas, of Crudwell in the County of Wiltshire am 7. Mai 1663 für Mary Grey, Countess of Kent, Tochter des 1. Barons erster Verleihung, Gattin des Anthony Grey, 11. Earl of Kent, geschaffen. Der Titel wurde mit dem besonderen Zusatz verliehen, dass er in Ermangelung männlicher Erben an die jeweils älteste Tochter vererbbar sei (also keine Abeyance). Die 1. Baroness wurde 1702 von ihrem Sohn Henry Grey beerbt, der vom Vater bereits den Titel 12. Earl of Kent geerbt hatte sowie 1706 zum Marquess of Kent, 1710 zum Duke of Kent und 1740 zum Marquess Grey erhoben wurde. Der älteste Sohn des Duke, Anthony Grey, Earl of Harold, wurde 1718 per Writ of acceleration ins Parlament berufen und erbte dadurch vorzeitig den Titel 3. Baron Lucas. Allerdings starb Anthony bereits 1723 kinderlos, so dass der Titel an seinen Vater zurückfiel. Bei dessen Tod 1723 fielen die Titel Marquess Grey und Baron Lucas an seine Enkelin Jemima Yorke, seine übrigen Titel erloschen. Der 8. Baron führte bereits die Titel 7. Earl Cowper, 7. Viscount Fordwich, 7. Baron Cowper, 3. Baron Butler, 4. Lord Dingwall und 9. Baronet (of Ratling Court). Bei seinem Tod 1905 fiel der Titel Baron Butler in Abeyance, die Titel Baron Lucas und Lord Dingwall fielen an dessen Neffen Auberon Herbert und seine übrigen Titel erloschen. Die Titel Baron Lucas und Lord Dingwall blieben bis heute vereint.

## Liste der Barone Lucas

### Barone Lucas (1645)
- John Lucas, 1. Baron Lucas (1606–1671)
- Charles Lucas, 2. Baron Lucas (1631–1688)
- Robert Lucas, 3. Baron Lucas (um 1649–1705)

### Barone Lucas (1663)
- Mary Grey, Countess of Kent, 1. Baroness Lucas († 1702)
- Henry Grey, 1. Duke of Kent, 1. Marquess Grey, 2. Baron Lucas (1671–1740)
- Anthony Grey, Earl of Harold, 3. Baron Lucas (1695–1723) (1718 by writ of acceleration)
- Jemima Yorke, 2. Marchioness Grey, 4. Baroness Lucas (1722–1797)
- Amabel Hume-Campbell, 1. Countess de Grey, 5. Baroness Lucas (1751–1833)
- Thomas de Grey, 2. Earl de Grey, 6. Baron Lucas (1781–1859)
- Anne Cowper, Countess Cowper, 7. Baroness Lucas (1806–1880)
- Francis Cowper, 7. Earl Cowper, 8. Baron Lucas, 4. Lord Dingwall (1834–1905)
- Auberon Herbert, 9. Baron Lucas, 5. Lord Dingwall (1876–1916)
- Nan Cooper, 10. Baroness Lucas, 6. Lady Dingwall (1880–1958)
- Anne Palmer, 11. Baroness Lucas, 7. Lady Dingwall (1919–1991)
- Ralph Palmer, 12. Baron Lucas, 8. Lord Dingwall (* 1951)

Voraussichtlicher Titelerbe (Heir apparent) ist dessen Sohn Lewis Palmer (* 1987).